# دهستان ریوند
رِیْوَنْد؛ دهستانی از توابع بخش مرکزی شهرستان نیشابور در استان خراسان رضوی ایران است. این ناحیه به خاطر بناهای تاریخی گنبدهای آجرین مهرآباد و همچنین پیوند با ریوند باستانی نیشابور، از سرشناسی و شهرت برخوردار است.

## موقعیت جغرافیایی
دهستان رِیْوَنْد؛ در محدوده عرض ′۴°۳۶ تا ′۱۴°۳۶ شمالی و طول ′۳۵°۵۸ تا ′۴۸°۵۸ شرقی، واقع شده‌است. این دهستان، با مساحت ۲۳۸/۸ کیلومتر مربع، به مرکزیت شادمهرک، از توابع بخش مرکزی شهرستان نیشابور است. ریوند در جبهه جنوب و جنوب غربی شهر نیشابور، گسترده شده‌است. خط راه‌آهن، در محدوده شمالی؛ جاده نیشابور - تهران، در محدود غربی؛ و رودخانه فصلی کال شور در محدوده جنوبی، سه عارضه شاخصی هستند که این دهستان را در میان گرفته‌اند. واحدهای جغرافیایی-سیاسی همجوار دهستان ریوند عبارتند از: دهستان مازول، در جبهه شمالی؛ دهستان درب‌قاضی در جبهه شرقی؛ دهستان عشق‌آباد (بخش میان‌جلگه) در جبهه جنوبی؛ و دهستان تحت جلگه (بخش مرکزی شهرستان فیروزه).

## نام‌شناخت و پیشینه
واژه رِیْوَنْد، به معنی دارنده جلال و شکوه و فروغ، دگرگونی‌یافته واژه رَئِوَنت از زبان اوستایی به پهلوی است. در کتاب اوستا و متون پهلوی؛ رئونت یا ریوند، نام کوهی است در نیشابور که به سبب آتشکده بزرگ آذربرزین مهر که در آن بوده، شهرت یافته‌است. ریوند به عنوان یک نام جغرافیایی در سرتاسر دوران‌های تاریخ نیشابور حضور داشته و در منابع مختلف تاریخی و جغرافیایی؛ این نام بر کوه، ربع، شهر و بلوکی در جغرافیای تاریخی این منطقه، بازیابی می‌گردد. در نگاهی کلی به منابع جغرافیایی و تاریخی قدیم؛ ریوند، منطقه‌ای است که از شهر نیشابور آغاز شده و در جهات مختلف، تا مرزهای ولایت‌های طوس و بیهق و بُشت، گسترده شده و مرکز آن، شهر یا قریه‌ای به همین نام (ریوند) بوده‌است. ریوند دوره اسلامی، خاستگاه عالمان و مشایخ حدیث، همچون: سهل بن احمد ریوندی (ابوسعید مزکّی) و محمد بن احمد ریوندی (ابوبکر شافعی نیشابوری)، ابراهیم بن احمد بن محمد بن عبدالله ریوندی است. دهستان ریوند (در تقسیمات جغرافیایی معاصر)، بخشی از ریوند تاریخی است که از یک سوی؛ پیوسته به شهر نیشابور است و از سوهای دیگر؛ ولایت‌های طوس و بیهق و بشت آن را در میان گرفته‌اند. در گویش نیشابوری، ریوند با «ر» مکسور و به صورت (Reyvand = رِیْوَنْد) بیان می‌شود.

## جمعیت و سکونتگاه‌ها
بر پایه سرشماری ۱۳۹۰، دهستان ریوند سکونتگاه ۲۶۰۲ خانوار مشتمل بر ۸۸۳۵ نفر بوده بنابراین، تراکم نسبی این دهستان ۳۶٫۹ نفر در هر کیلومتر مربع می‌باشد. همچنین این دهستان، دارای ۸۶ آبادی مشتمل بر ۴۴ آبادی داری سکنه و ۴۲ آبادی خالی از سکنه است.

### آبادی‌های دارای سکنه

ویرانه یک منزل اعیان‌نشین در روستای شایخ که در دهه‌های گذشته با چهره و مصالح بومی پابرجا بوده‌است.

آبادی‌های مسکونی دهستان ریوند، بر پایه سرشماری ۱۳۹۰ و به ترتیب حروف الفبا و با یادکرد جمعیت عبارتند از: آب جقان (۱۱۲)؛ آرزومنده (۸۰)؛ آهنگران (۲۴۹)؛ اسلامیه (۴۵)؛ اله‌جگرد (۶۱)؛ انجیدن (۱۷۶)؛ بلقشه (۱۱۱)؛ حسین‌آباد مختاری (۵۲)؛ حشمتیه (ذکر نشده)؛ حکیم‌آباد (۱۶۱)؛ ده‌حبه (۱۰۵)؛ ده‌داروغه (۱۲۶)؛ دهنو (۱۰۴)؛ رحیم‌آباد (۱۵۶)؛ روح‌آباد (۱۱۶)؛ سمرجان (ذکر نشده)؛ شادمهرک/مهرآباد (۷۵۷)؛ شاه‌آباد (ذکر نشده)؛ شاه‌آباد حسینی (ذکر نشده)؛ شفیع‌آباد (۲۹)؛ شمس‌آباد (۱۲۰)؛ شمسیه (۱۴۱)؛ صالح‌آباد (۱۶۲)؛ صومعه (۶۳)؛ طاهرآباد (۳۵)؛ علی‌آباد تکه (۵۹)؛ فرخ‌آباد (۸۶)؛ فیض‌آباد (ذکر نشده)؛ قاسم‌آباد (ذکر نشده)؛ قبد (۵۳)؛ کارجیج (۱۶۱)؛ گلشن (۳۷۶)؛ لطف‌آباد (۱۰۲۷)؛ مبارکه (۱۵۹۷)؛ محمدآباد (۱۲۵)؛ محیط‌آباد (۱۰۲۰)؛ مسیح‌آباد (ذکر نشده)؛ مظفرآباد (۱۵۳)؛ ملکنده (۱۵۷)؛ میرآباد (۱۳۹)؛ نصرآباد (ذکر نشده)؛ هاشم‌آباد سلطانی (۸۲)؛ هلالی (۸۵۸)؛ هندآباد/حنط‌آباد (۳۴).

### آبادی‌ها در منابع قدیم‌تر
افزون بر آبادی‌هایی که در بالا آمد؛ در منابع قدیم‌تر، از آبادی‌های دیگری نیز در دهستان ریوند نام برده‌اند که (به ترتیب الفبا) عبارتند از: آبگینه، اردسمان، ارغشنه، الامیه، اله‌آباد، باغات دستگردان، باطان، بکاول، بوالحسنی، بیرم‌آباد، جغرتی (جغراتی)، جیران، چهاربرج، حاجی‌آباد، حسن‌آباد خرابه، خضرآباد، خمار، داودآباد، دالاسان، دستگردان، دلقند، ده‌جوری، ده‌حاجی، ده‌زرگر، ده‌لاری، دهنو سربر، دیگلانی، دین‌علی، رحمت‌آباد، رمان، سعدآباد، سمرجان، سیاوش، شاداب، شریف‌آباد، عبدالله‌آباد، علی‌آباد شور، عین‌آباد، فرهاد، فیض‌آباد، قاضی‌آباد، گزاری، محسن‌آباد، محمدآباد مطلق، محمودآباد بازه، شایخ، معموری، معین‌آباد، موسی‌آباد، مهتاب‌آباد، میان‌آباد، نجم‌آباد، نصرآباد، نوکاریز، نیم‌ایستگاه و هلوله.

## شبکه راه‌ها
شبکه راه‌های دهستان ریوند در برگیرنده راه‌های شوسه و آسفالته می‌باشد. راه‌های شوسه، مواصلات محلی آبادی‌ها و اماکن دهستان را بر عهده دارند. شبکه راه‌ها در بخش شمالی دهستان که بیشترین آبادی‌ها در آن استقرار یافته‌اند دارای تراکم بالایی است و با نزدیک شدن به بخش‌های جنوبی‌تر، از تعداد آبادی‌ها و همچنین تراکم شبکه راه‌ها کاسته می‌شود. دهستان ریوند، در جنوب شهر نیشابور گسترده شده و با دربر گرفتن جاده مواصلاتی نیشابور به کاشمر، از موقعیت ممتاز مواصلاتی در منطقه جنوب دشت نیشابور برخوردار است. جاده بین‌شهری نیشابور به کاشمر که با گذر از کران روستاهای مبارکه، شادمهرک، علی‌آباد، شفیع‌آباد، محمدآباد و صومعه، وارد بخش میان‌جلگه شده و سرانجام به شهر کاشمر می‌رسد مهم‌ترین راه مواصلاتی در شبکه راه‌های دهستان ریوند می‌باشد.

## پراکنش آبادی‌ها
پراکنش آبادی‌ها و تراکم استقرار سکونتگاه‌ها در گستره دهستان ریوند، به سوی ناحیه شمالی گرایش دارد به گونه‌ای که ۶۰ درصد از آبادی‌ها در ناحیه شمالِ عرض جغرافیایی '۱۰°۳۶ استقرار یافته‌اند و تمامی آبادی‌ها در ناحیه شرقِ ′۴۰°۵۸ شرقی استقرار یافته‌اند. به‌طور کلی؛ الگوی استقرار آبادی‌ها در این دهستان، نمایانگر پراکنشی فزاینده، از جنوب به شمال و از غرب به شرق می‌باشد. ناحیه جنوب غربی و باریکه جنوبی (نزدیک کال شور) دهستان، فاقد آبادی و سکونتگاه دائمی است.

## توپوگرافی و خاک‌شناسی
دهستان ریوند که در ناحیه مسطح میانی دشت نیشابور، گسترده شده، تابع جهت کلی شیب این دشت؛ دارای شیبی ملایم، از شمال (شرقی) به جنوب (غربی) می‌باشد. ارتفاع این ناحیه، با نزدیک شدن به کال شور، در یک‌سوم جنوب غربی سرزمین دهستان، به ۱۱۰۰ متر و کمتر از آن، میل پیدا می‌کند. این دهستان از دیدگاه ویژگی‌های خاک‌شناسی، در سه ناحیه قابل بررسی است: ۱) ناحیه شمالی: نیمه شمالی سرزمین دهستان؛ دشت دامنه‌ای با شیب ملایم و بدون پستی و بلندی، و فرسایش آبی. ۲) ناحیه جنوبی: قسمت اعظم نیمه جنوبی دهستان؛ دشت سیلابی با آبراهه‌های کم‌عمق موازی متوسط تا زیاد، و شوری و قلیاییت زیاد. ۳) باریکه جنوب غربی: حوزه کرانه رودخانه کال شور؛ دشت دامنه‌ای نسبتاً مسطح، بدون پستی و بلندی، و فرسایش آبی، با شوری و قلیاییت متوسط تا زیاد.

## اقلیم و زمین‌شناسی
اقلیم ریوند، جلگه‌ای و دارای آب و هوای معتدل است. بخش عمده اراضی دهستان، به جز باریکه جنوبی، دارای کاربری زراعتی آبی است؛ و باریکه جنوبی) تقریباً در میان عرض‌های ′۴°۳۶ تا ′۷°۳۶)، مرتعی و دارای پوشش گیاهی ۵ تا ۲۵ درصد است. از دیدگاه زمین‌شناسی؛ بیشتر اراضی دهستان (در میان عرض‌های ′۷°۳۶ تا ′۱۴°۳۶)، دربرگیرنده دشت سیلابی پهنه‌رسی (Floodplain Mudflat)؛ و در باریکه جنوبی (حوزه رودخانه کال‌شور؛ تقریباً در میان عرض‌های ′۴°۳۶ تا ′۷°۳۶)، متشکل از ماسه بادبزنی و پادگانه‌های جوان‌تر (Younger Gravel Fans and Terraces) می‌باشد.

## گردشگری و آثار تاریخی
دهستان ریوند، در حومه جنوبی شهر نیشابور واقع شده؛ کشتزارها و زمین‌های گسترده کشاورزی و بافت مسکونی روستایی در میان آن، چشم‌انداز عمومی این دهستان می‌باشد. این دهستان چندین بنا و محوطه تاریخی و فرهنگی را در خود جای داده که مهم‌ترین آنها عبارتند از:

### گنبدهای آجرین مهرآباد

نمایی از گنبدهای آجرین مهرآباد در دهستان ریوند در حومه نیشابور؛ این دو بنای تاریخی در کناره شرقی جاده نیشابور به کاشمر، پس از روستای شادمهرک، به فاصله کمی از یکدیگر قرار گرفته‌اند که به نام‌های مِهرَوا، مهرآباد یا شَه‌میر (شه‌مهر) خوانده می‌شوند.

مهم‌ترین اثر تاریخی و فرهنگی دهستان ریوند؛ در کناره شرقی جاده نیشابور به کاشمر، پس از روستای شادمهرک، دو بنای آجری تاریخی به فاصله کمی از یکدیگر قرار گرفته‌اند که به نام‌های مِهرَوا، مهرآباد یا شَه‌میر (شه‌مهر) خوانده می‌شوند. وجود کلمه مهر در نام‌های محوطه، از ارتباط تاریخی آن با دوران رواج آیین مهرپرستی خبر می‌دهد. پژوهشگران، کاربردهای گوناگونی همچون آرامگاهی، نیایشگاهی، ستاره‌شناسی (رصد)، و … را به این بناها نسبت داده‌اند. چهارسو و دالان‌ها (راهروها و نقب‌ها) ی زیرزمینی که در زیر بنای گنبد قرار دارد بر جنبه‌های رازآمیز این بناهای کهن آجرین افزوده‌است. این بناهای دوگانه به نام گنبد بزرگ و گنبد کوچک مهرآباد شناخته می‌شوند:

#### گنبد آجری بزرگ مهرآباد
این بنای زیبای تاریخی، با پلان هشت‌ضلعی و دهانه‌های بلندبالای خود، از داخل و خارج، نماسازی شده و مجسم گویایی از گنبد سلطان محمد خدابنده، با ابعاد کوچکتر را به بیننده القاء می‌کند. مصالح به کار رفته در این بنا در زیرسازی و دیوارها، آجرهای پخته‌است. قدمت این بنا به دوره سلجوقی می‌رسد. فائق توحیدی، باستانشناس پیشکسوت معاصر، در توصیف این بنا نوشته‌است: «گنبد آجری بزرگ مهرآباد؛ در نوع خود، یکی از شاهکارهای معماری به‌شمار می‌آید. نحوهٔ آجرچینی و اجرای قوس‌ها و طاق‌ها و پلان آن در زمرهٔ یک کار بسیار موفق و قابل افتخار محسوب می‌گردد.» این بنا در تاریخ ۱۳۵۶/۱۰/۰۵ به شماره ۱۵۴۹ در فهرست آثار ملی ایران به ثبت رسیده‌است.

#### گنبد آجری کوچک مهرآباد
این بنای آجرین تاریخی، از داخل دارای پلان مربع و از خارج دارای هشت ضلع می‌باشد. شواهد موجود گویای این است که این بنا بر روی یک بنای دیگر که مصالح آن، چینه و گل بوده‌است ساخته شده. نکته قابل توجه در این بنا، بزرگی بیش از حد فیلپوش‌ها و نورگیرها نسبت به دیواره‌های بنا است. سبک معماری در این بنا متناسب بوده و از سایر سبک‌های موجود در معماری دوره ایلخانیان پیروی می‌کند. این بنا با قدمت دوره ایلخانی در تاریخ ۱۳۷۵/۰۷/۲۵ به شماره ۱۸۰۴ در فهرست آثار ملی ایران به ثبت رسیده‌است.

### آستان امامزاده هلال
این زیارتگاه، مشهور به «شاهزاده هلال» و «مزار هلالی»، در روستای هلالی در شمال دهستان ریوند واقع شده‌است. امامزاده هلال از نوادگان علی بن حسین (سجاد) است. بنای آرامگاه، بقعه‌ای به شکل هشت‌ضلعی و دارای دو مناره می‌باشد. زمین زیارتگاه بیش از پنج هزار متر مربع است.

### تپه باستانی رحیم‌آباد
این تپه در ۱۰۰ متری شمال شرق روستای رحیم‌آباد از توابع دهستان ریوند واقع شده. یافته‌ها و بررسی‌های باستانشناسی بر مسکونی بودن این محوطه در گذشته، دلالت می‌نمایند. قدمت آثار تاریخی این محوطه به قرن ۴ تا ۷ هجری می‌رسد. این تپه باستانی در تاریخ ۱۳۸/۰/۰۳ به شماره ۱۹۱۲۶ در فهرست آثار ملی ایران، ثبت گردیده‌است.

### تپه باستانی جیران
این تپه باستانی در دهستان ریوند و در حاشیه جاده نیشابور-تهران قرار گرفته‌است. از ویژگی‌های این محوطه، مواد فرهنگی متنوع آن است که که نشانگر غنی بودن آن می‌باشد. این تپه باستانی که قدمت آن به دوره اسلامی (قرن ۴ تا ۶ هجری) می‌رسد، در تاریخ ۱۳۸۶/۰۳/۰۳ به شماره ۱۹۱۹۶ در فهرست آثار ملی ایران به ثبت رسیده‌است.

### یخدان دولت‌آباد
این بنای یخدان قدیمی، در یک کیلومتری غرب روستای دولت‌آباد دهستان ریوند واقع شده‌است. این بنا دارای پلانی مدور به ارتفاع ۸ متر، به قطر ۵/۳۲ متر و محیط داخل ۵/۲۴ متر، بوده و دارای ورودی کم‌خیز ضربی است. عمق این یخدان در حدود ۲ متر، و مصالح به کار برده شده در ساخت بنا، خشت با ملات و اندود کاه و گل است. این بنای یخدان قدیمی که قدمت آن به دورهٔ قاجار می‌رسد، در تاریخ ۱۳۸۴/۱۲/۲۴ و به شمارهٔ ۱۵۲۴۰ در فهرست آثار ملی ایران، ثبت شده‌است.